# HMS Prince of Wales (1860)
«Принц Уельський» (англ. HMS Prince of Wales (1860) — 121-гарматний дерев'яний трищогловий трипалубний гвинтовий лінкор Королівського ВМФ Великої Британії.

## Історія створення
«Принц Уельський» спочатку замислювався як 3186-тонний 120-гарматний модифікований лінійний вітрильний корабель типу «Квін» конструкції Джона Еда та Ісаака Воттса. Він був закладений у Портсмуті 10 червня 1848 року, хоча офіційно його замовили лишень 29 червня, а проект був затверджений 28 липня 1848 року.
У 1849 році Королівський флот почав замовляти гвинтові лінійні кораблі, починаючи з «Агамемнон». Можливо, будівництво «Принца Уельського» призупинили, оскільки гвинтові лінійні кораблі, закладені після нього, були добудовані раніше. 9 квітня 1856 року «Принц Уельський» вирішили добудувати як гвинтовий вітрильний корабель із 121 гарматою, роботи з переобладнання розпочалися 27 жовтня 1856 року. Однотипні лінкори, «Дюк оф Веллінгтон» і «Роял Соверен», були подовжені на додаткові 23 фути в міделі та 8 футів у довжину, і спочатку передбачалося, що «Мальборо» та «Принц Уельський» будуть перероблені за тими самими кресленнями.

## Історія служби
У 1869 році корабель був перейменований на «Британію» і почав службу як навчальний корабель у Дартмуті, замінивши попередню «Британію». Як навчальний корабель підготовки морських кадетів, корабель становив собою лише величезний корпус і мав лише фок-щоглу. Серед тих, хто починав на ньому свою військово-морську кар'єру, у 1877 році були майбутній адмірал і перший морський лорд Росслін Вемісс, принц Альберт Віктор і його молодший брат, майбутній король Георг V.